# Ernest i Celestyna (film)
Ernest i Celestyna (fr. Ernest et Célestine) – francuski film animowany z 2012 roku. Adaptacja serii książek dla dzieci autorstwa belgijskiej rysowniczki Gabrielle Vincent. Film opowiada o przyjaźni myszy Celestyny z niedźwiedziem Ernestem.

## Oryginalny dubbing[1]
- Lambert Wilson : Ernest
- Pauline Brunner : Celestyna
- Anne-Marie Loop
- Patrice Melennec : Georges
- Brigitte Virtudes : Lucienne
- Léonard Louf : Léon
- Dominique Collignon-Maurin : kierownik klinik
- Yann Le Madic : adwokat Ernesta
- Vincent Grass : szef niedźwiedziej policji
- Patrice Dozier : szef szczurzej rat
- Jacques Ciron : pan Rançonnet

## Nagrody i wyróżnienia
- 2014: Nominacja do Oscara w kategorii: Najlepszy długometrażowy film animowany (Benjamin Renner, Didier Brunner)
- 2014: Nominacja do nagrody Satelity w kategorii: Najlepszy film animowany lub łączący w sobie różne media.
- 2012: Wygrana Cannes: Nagroda Stowarzyszenia Autorów, Reżyserów i Kompozytorów (SACD) - wyróżnienie specjalne (Benjamin Renner, Stéphane Aubier, Vincent Patar)
- 2013: Nagroda Cezar w kategorii: Najlepszy film animowany (Benjamin Renner, Didier Brunner, Henri Magalon, Stéphane Aubier, Vincent Patar)